# Robert F. Newmyer
Robert F. Newmyer (* 30. Mai 1956 in Washington; † 12. Dezember 2005 in Toronto, Kanada) war ein US-amerikanischer Filmproduzent.

## Leben
Robert F. Newmyer begann seine Karriere neben Jeffrey Silver als Vizepräsident der Produktion bei Columbia Pictures. Mit diesem machte er sich Ende der 1980er Jahre selbstständig und gründete Outlaw Productions. Das Studio produzierte Independentfilme. Der erste und auch sofort erfolgreiche produzierte Film war 1989 Sex, Lügen und Video, für den er den Independent Spirit Award erhielt. In den folgenden Jahren wurden größere und kleinere, vielfach sehr erfolgreiche Filme produziert. 2005 verstarb Robert Newmyer durch einen Herzinfarkt bei Übungen in einem Fitnessstudio.
Im Film Fast Food Family hatte er einen Gastauftritt und nach seinem Tod wurde dem Produzenten der Film Santa Clause 3 im Abspann gewidmet.

## Filmografie (Auswahl)
Als Filmproduzent
- 1989: Sex, Lügen und Video (Sex, Lies, and Videotape)
- 1991: Fast Food Family (Don’t Tell Mom the Babysitter’s Dead)
- 1992: The Opposite Sex and How to Live with Them
- 1992: Crossing the Bridge
- 1992: Mr. Baseball
- 1993: Indian Summer – Eine wilde Woche unter Freunden (Indian Summer)
- 1994: Wagons East! (Wagons East)
- 1994: Santa Clause – Eine schöne Bescherung (The Santa Clause)
- 1997: In Sachen Liebe (Addicted To Love)
- 1998: Dennis – Widerstand zwecklos (Dennis the Menace Strikes Again)
- 1999: Ein Date zu dritt (Three to Tango)
- 2000: Ready to Rumble
- 2000: Tödliche Gerüchte (Gossip)
- 2001: Training Day
- 2002: Santa Clause 2 – Eine noch schönere Bescherung (The Santa Clause 2)
- 2003: National Security
- 2004: If Only
- 2004: Mindhunters
- 2005: Reine Familiensache (The Thing About My Folks)
- 2006: Phat Girlz
- 2006: Santa Clause 3 – Eine frostige Bescherung (The Santa Clause 3: The Escape Clause)
- 2007: Enttarnt – Verrat auf höchster Ebene (Breach)